# Ebermanns
Ebermanns ist eine Wüstung, also eine aufgegebene Siedlung in der Gemeinde Ebersburg im Landkreis Fulda. Weitere historische Namen waren Ebirmans und Ebermans.
Die Wüstung liegt auf dem Gebiet des ehemaligen Amtes Weyhers, die genaue Lage ist nicht bekannt.

## Geschichte
Aus den Archiven ergibt sich, dass 1413 Güter zu Ebirmans verkauft wurden. Von 1441 bis 1744 ist ein Gut zum Ebermanns das fuldische Lehen des Adelsgeschlechts derer von Ebersberg genannt von Weyhers.
1560 sind Gemeinde und Gut zum Ebermans das fuldische Lehen derer von Merlau. Die Burg Merlau wurde von den Herren von Merlau, die mindestens seit 1199 urkundlich sind, erbaut.